# NODE festival
NODE è un festival musicale che si svolge a Modena, dedicato all'incontro delle arti visive con la musica, il cinema e le nuove tecnologie.
La prima edizione è del 2008, e si è svolta alla Galleria Civica di Modena. Dal 2013 si svolge ai Giardini Ducali, assieme ad altre location come il Teatro Storchi, Mattatoio Culture Club, il Teatro delle Passioni.
Il festival si caratterizza per la rilevanza nazionale ed internazionale degli artisti ospitati, nell'ambito della musica elettronica, delle arti visive e performative.

## Artisti
2008
- Alva Noto
- AOKI Takamasa
- Claudio Sinatti
- Deaf Center

2009
- Fennesz
- Nicola Ratti
- Giuseppe Ielasi

2010
- Hildur Ingveldardóttir Guðnadóttir
- Ryoji Ikeda
- Mount Kimbie

2011
- Oval

2012
- Holy Other
- Benoît Pioulard
- Lauren Halo
- Shlohmo

2013
- Forest Swords
- Mount Kimbie
- Vladislav Delay
- Frank Bretschneider
- Grischa Lichtenberger
- Murcof

2014
- Egyptrixx
- Roly Porter
- Kangdging Ray
- Emptyset
- Shingo Inao

2016
- Lubomyr Melnyk
- Robert Henke
- Fis

2018
- Ben Frost
- Tomoko Sauvage
- Masayoshi Fujita